# Marcel Beifus
Marcel Beifus (Wolfenbüttel, 27 ottobre 2002) è un calciatore tedesco, difensore del Karlsruhe.

## Caratteristiche tecniche
È un difensore centrale.

## Carriera

### Club
Beifus è cresciuto nel settore giovanile del Wolfsburg con cui ha firmato il suo primo contratto il 13 luglio 2020. Dopo una stagione trascorsa da professionista con la seconda squadra in Regionalliga, il 30 agosto 2021 è stato acquistato a titolo definitivo dal St. Pauli. Ha debuttato nella seconda divisione tedesca il 19 settembre seguente nell'incontro di 2. Bundesliga vinto 4-1 contro l'Ingolstadt 04 ed il 3 ottobre ha segnato il suo primo gol nel successo per 3-0 contro la Dinamo Dresda.
Il 5 giugno 2023 è stato acquistato a titolo definitivo dal Karlsruhe.

### Nazionale
Ha giocato con le nazionali giovanili tedesche Under-17, Under-19 ed Under-21.

## Statistiche

### Presenze e reti nei club
Statistiche aggiornate al 1° marzo 2025.
| Stagione            | Squadra             | Campionato          | Campionato | Campionato | Coppe nazionali | Coppe nazionali | Coppe nazionali | Coppe continentali | Coppe continentali | Coppe continentali | Altre coppe | Altre coppe | Altre coppe | Totale | Totale | Totale |
| Stagione            | Squadra             | Comp                | Pres       | Reti       | Comp            | Pres            | Reti            | Comp               | Pres               | Reti               | Comp        | Pres        | Reti        | Pres   | Reti   |        |
| ------------------- | ------------------- | ------------------- | ---------- | ---------- | --------------- | --------------- | --------------- | ------------------ | ------------------ | ------------------ | ----------- | ----------- | ----------- | ------ | ------ | ------ |
| 2020-2021           | Wolfsburg II        | RL                  | 7          | 1          | -               | -               | -               | -                  | -                  | -                  | -           | -           | -           | 7      | 1      |        |
| 2021-2022           | St. Pauli II        | RL                  | 7+1        | 0          | -               | -               | -               | -                  | -                  | -                  | -           | -           | -           | 8      | 0      |        |
| 2022-2023           | St. Pauli II        | RL                  | 12         | 0          | -               | -               | -               | -                  | -                  | -                  | -           | -           | -           | 12     | 0      |        |
| Totale St. Pauli II | Totale St. Pauli II | Totale St. Pauli II | 19+1       | 0          |                 | -               | -               |                    | -                  | -                  |             | -           | -           | 20     | 0      |        |
| 2021-2022           | St. Pauli           | 2L                  | 11         | 1          | CG              | 1               | 0               | -                  | -                  | -                  | -           | -           | -           | 12     | 1      |        |
| 2022-2023           | St. Pauli           | 2L                  | 9          | 0          | CG              | 1               | 0               | -                  | -                  | -                  | -           | -           | -           | 10     | 0      |        |
| Totale St. Pauli    | Totale St. Pauli    | Totale St. Pauli    | 20         | 1          |                 | 2               | 0               |                    | -                  | -                  |             | -           | -           | 22     | 1      |        |
| 2023-2024           | Karlsruhe           | 2L                  | 21         | 1          | CG              | 1               | 0               | -                  | -                  | -                  | -           | -           | -           | 22     | 1      |        |
| 2024-2025           | Karlsruhe           | 2L                  | 22         | 0          | CG              | 3               | 1               | -                  | -                  | -                  | -           | -           | -           | 25     | 1      |        |
| Totale Karlsruhe    | Totale Karlsruhe    | Totale Karlsruhe    | 43         | 1          |                 | 4               | 1               |                    | -                  | -                  |             | -           | -           | 47     | 2      |        |
| Totale carriera     | Totale carriera     | Totale carriera     | 90         | 3          |                 | 6               | 1               |                    | -                  | -                  |             | -           | -           | 96     | 4      |        |